# 5384 Changjiangcun
5384 Changjiangcun è un asteroide della fascia principale. Scoperto nel 1957, presenta un'orbita caratterizzata da un semiasse maggiore pari a 1,9355593 UA e da un'eccentricità di 0,1040060, inclinata di 27,08494° rispetto all'eclittica.
L'asteroide è dedicato all'omonima località cinese presso la città di Zhangjiagan nella provincia di Jiangsu.